# Белоголовая утка
Белоголовая утка (лат. Asarcornis scutulata) — вид водоплавающих птиц из семейства утиных.
Белоголовая утка — крупная водоплавающая птица семейства утиных родом из Индии и Юго-Восточной Азии, в настоящее время находится под угрозой исчезновения.

## Описание
Большая часть оперения тёмно-коричневая, голова и верхняя часть шеи белого цвета, который более выражен у самок, чем у самцов), вдоль кромки крыльев заметны белые полосы. Белое перья крыла видны только во время полёта. Взрослая особь имеет длину тела 66—81 см.

## Образ жизни и среда обитания
Средой обитания являются реки, ручьи и водно-болотные угодья в лесных районах. Представители вида живут поодиночке и парами, активны в основном на рассвете и в сумерках. В гнездо, сделанное в дупле или в углублении на земле, откладывается до 16 яиц, из которых примерно через 33 дня появляются птенцы.
Рацион состоит из растений и мелких животных: рыб, змей, пауков и насекомых, собранных с поверхности воды.

## Охрана
Из-за изменений в окружающей среде (уменьшение лесных областей Юго-Восточной Азии) численность сокращается (в 2002 году оценивалась в 800 особей (200 в Лаосе, Таиланде, Вьетнаме и Камбодже, 150 в Индонезии и 450 в Индии).